# Mateusz Siebert
Mateusz Siebert (Poznań, 4 april 1989) is een Poolse voetballer (verdediger) die sinds 2010 voor de Poolse eersteklasser Arka Gdynia uitkomt. Voordien speelde hij voor het Franse FC Metz. Siebert was meermaals jeugdinternational.